# Кватирка (шахи)
|   | a | b | c | d | e | f | g | h |   |
| 8 | e8 чорна тура · h8 чорний король · f2 білий пішак · g2 білий пішак · h2 білий пішак · h1 білий король | e8 чорна тура · h8 чорний король · f2 білий пішак · g2 білий пішак · h2 білий пішак · h1 білий король | e8 чорна тура · h8 чорний король · f2 білий пішак · g2 білий пішак · h2 білий пішак · h1 білий король | e8 чорна тура · h8 чорний король · f2 білий пішак · g2 білий пішак · h2 білий пішак · h1 білий король | e8 чорна тура · h8 чорний король · f2 білий пішак · g2 білий пішак · h2 білий пішак · h1 білий король | e8 чорна тура · h8 чорний король · f2 білий пішак · g2 білий пішак · h2 білий пішак · h1 білий король | e8 чорна тура · h8 чорний король · f2 білий пішак · g2 білий пішак · h2 білий пішак · h1 білий король | e8 чорна тура · h8 чорний король · f2 білий пішак · g2 білий пішак · h2 білий пішак · h1 білий король | 8 |
| 7 | e8 чорна тура · h8 чорний король · f2 білий пішак · g2 білий пішак · h2 білий пішак · h1 білий король | e8 чорна тура · h8 чорний король · f2 білий пішак · g2 білий пішак · h2 білий пішак · h1 білий король | e8 чорна тура · h8 чорний король · f2 білий пішак · g2 білий пішак · h2 білий пішак · h1 білий король | e8 чорна тура · h8 чорний король · f2 білий пішак · g2 білий пішак · h2 білий пішак · h1 білий король | e8 чорна тура · h8 чорний король · f2 білий пішак · g2 білий пішак · h2 білий пішак · h1 білий король | e8 чорна тура · h8 чорний король · f2 білий пішак · g2 білий пішак · h2 білий пішак · h1 білий король | e8 чорна тура · h8 чорний король · f2 білий пішак · g2 білий пішак · h2 білий пішак · h1 білий король | e8 чорна тура · h8 чорний король · f2 білий пішак · g2 білий пішак · h2 білий пішак · h1 білий король | 7 |
| 6 | e8 чорна тура · h8 чорний король · f2 білий пішак · g2 білий пішак · h2 білий пішак · h1 білий король | e8 чорна тура · h8 чорний король · f2 білий пішак · g2 білий пішак · h2 білий пішак · h1 білий король | e8 чорна тура · h8 чорний король · f2 білий пішак · g2 білий пішак · h2 білий пішак · h1 білий король | e8 чорна тура · h8 чорний король · f2 білий пішак · g2 білий пішак · h2 білий пішак · h1 білий король | e8 чорна тура · h8 чорний король · f2 білий пішак · g2 білий пішак · h2 білий пішак · h1 білий король | e8 чорна тура · h8 чорний король · f2 білий пішак · g2 білий пішак · h2 білий пішак · h1 білий король | e8 чорна тура · h8 чорний король · f2 білий пішак · g2 білий пішак · h2 білий пішак · h1 білий король | e8 чорна тура · h8 чорний король · f2 білий пішак · g2 білий пішак · h2 білий пішак · h1 білий король | 6 |
| 5 | e8 чорна тура · h8 чорний король · f2 білий пішак · g2 білий пішак · h2 білий пішак · h1 білий король | e8 чорна тура · h8 чорний король · f2 білий пішак · g2 білий пішак · h2 білий пішак · h1 білий король | e8 чорна тура · h8 чорний король · f2 білий пішак · g2 білий пішак · h2 білий пішак · h1 білий король | e8 чорна тура · h8 чорний король · f2 білий пішак · g2 білий пішак · h2 білий пішак · h1 білий король | e8 чорна тура · h8 чорний король · f2 білий пішак · g2 білий пішак · h2 білий пішак · h1 білий король | e8 чорна тура · h8 чорний король · f2 білий пішак · g2 білий пішак · h2 білий пішак · h1 білий король | e8 чорна тура · h8 чорний король · f2 білий пішак · g2 білий пішак · h2 білий пішак · h1 білий король | e8 чорна тура · h8 чорний король · f2 білий пішак · g2 білий пішак · h2 білий пішак · h1 білий король | 5 |
| 4 | e8 чорна тура · h8 чорний король · f2 білий пішак · g2 білий пішак · h2 білий пішак · h1 білий король | e8 чорна тура · h8 чорний король · f2 білий пішак · g2 білий пішак · h2 білий пішак · h1 білий король | e8 чорна тура · h8 чорний король · f2 білий пішак · g2 білий пішак · h2 білий пішак · h1 білий король | e8 чорна тура · h8 чорний король · f2 білий пішак · g2 білий пішак · h2 білий пішак · h1 білий король | e8 чорна тура · h8 чорний король · f2 білий пішак · g2 білий пішак · h2 білий пішак · h1 білий король | e8 чорна тура · h8 чорний король · f2 білий пішак · g2 білий пішак · h2 білий пішак · h1 білий король | e8 чорна тура · h8 чорний король · f2 білий пішак · g2 білий пішак · h2 білий пішак · h1 білий король | e8 чорна тура · h8 чорний король · f2 білий пішак · g2 білий пішак · h2 білий пішак · h1 білий король | 4 |
| 3 | e8 чорна тура · h8 чорний король · f2 білий пішак · g2 білий пішак · h2 білий пішак · h1 білий король | e8 чорна тура · h8 чорний король · f2 білий пішак · g2 білий пішак · h2 білий пішак · h1 білий король | e8 чорна тура · h8 чорний король · f2 білий пішак · g2 білий пішак · h2 білий пішак · h1 білий король | e8 чорна тура · h8 чорний король · f2 білий пішак · g2 білий пішак · h2 білий пішак · h1 білий король | e8 чорна тура · h8 чорний король · f2 білий пішак · g2 білий пішак · h2 білий пішак · h1 білий король | e8 чорна тура · h8 чорний король · f2 білий пішак · g2 білий пішак · h2 білий пішак · h1 білий король | e8 чорна тура · h8 чорний король · f2 білий пішак · g2 білий пішак · h2 білий пішак · h1 білий король | e8 чорна тура · h8 чорний король · f2 білий пішак · g2 білий пішак · h2 білий пішак · h1 білий король | 3 |
| 2 | e8 чорна тура · h8 чорний король · f2 білий пішак · g2 білий пішак · h2 білий пішак · h1 білий король | e8 чорна тура · h8 чорний король · f2 білий пішак · g2 білий пішак · h2 білий пішак · h1 білий король | e8 чорна тура · h8 чорний король · f2 білий пішак · g2 білий пішак · h2 білий пішак · h1 білий король | e8 чорна тура · h8 чорний король · f2 білий пішак · g2 білий пішак · h2 білий пішак · h1 білий король | e8 чорна тура · h8 чорний король · f2 білий пішак · g2 білий пішак · h2 білий пішак · h1 білий король | e8 чорна тура · h8 чорний король · f2 білий пішак · g2 білий пішак · h2 білий пішак · h1 білий король | e8 чорна тура · h8 чорний король · f2 білий пішак · g2 білий пішак · h2 білий пішак · h1 білий король | e8 чорна тура · h8 чорний король · f2 білий пішак · g2 білий пішак · h2 білий пішак · h1 білий король | 2 |
| 1 | e8 чорна тура · h8 чорний король · f2 білий пішак · g2 білий пішак · h2 білий пішак · h1 білий король | e8 чорна тура · h8 чорний король · f2 білий пішак · g2 білий пішак · h2 білий пішак · h1 білий король | e8 чорна тура · h8 чорний король · f2 білий пішак · g2 білий пішак · h2 білий пішак · h1 білий король | e8 чорна тура · h8 чорний король · f2 білий пішак · g2 білий пішак · h2 білий пішак · h1 білий король | e8 чорна тура · h8 чорний король · f2 білий пішак · g2 білий пішак · h2 білий пішак · h1 білий король | e8 чорна тура · h8 чорний король · f2 білий пішак · g2 білий пішак · h2 білий пішак · h1 білий король | e8 чорна тура · h8 чорний король · f2 білий пішак · g2 білий пішак · h2 білий пішак · h1 білий король | e8 чорна тура · h8 чорний король · f2 білий пішак · g2 білий пішак · h2 білий пішак · h1 білий король | 1 |
|   | a | b | c | d | e | f | g | h |   |

Кватирка — термін у шахах, який використовують, щоби позначити вільне поле, яке утворилось після ходу пішаком, куди може піти рокірований король. Особливо часто цей прийом застосовують, щоб уникнути мату по останній горизонталі. Часто про цей хід кажуть «зробити королю кватирку».
Діаграма справа показує спрощений приклад. Чорні загрожують поставити мат простим ходом 1…Re1# й білі мусять якось впоратись із цією загрозою. Для цього білі мають зробити кватирку, походивши пішаком по вертикалі g або h: 1.g3, 1.g4, 1.h3 і 1.h4 дозволять уникнути мату в один хід. Після чого у випадку 1…Re1+ можна просто відійти королем 2.Kg2 або 2.Kh2.
|   | a | b | c | d | e | f | g | h |   |
| 8 | b8 чорний король · a7 чорний пішак · c7 чорний пішак · a6 чорний кружок · b6 чорний пішак · c6 чорний кружок · h3 білий пішак · f2 білий пішак · g2 білий пішак · g1 білий король | b8 чорний король · a7 чорний пішак · c7 чорний пішак · a6 чорний кружок · b6 чорний пішак · c6 чорний кружок · h3 білий пішак · f2 білий пішак · g2 білий пішак · g1 білий король | b8 чорний король · a7 чорний пішак · c7 чорний пішак · a6 чорний кружок · b6 чорний пішак · c6 чорний кружок · h3 білий пішак · f2 білий пішак · g2 білий пішак · g1 білий король | b8 чорний король · a7 чорний пішак · c7 чорний пішак · a6 чорний кружок · b6 чорний пішак · c6 чорний кружок · h3 білий пішак · f2 білий пішак · g2 білий пішак · g1 білий король | b8 чорний король · a7 чорний пішак · c7 чорний пішак · a6 чорний кружок · b6 чорний пішак · c6 чорний кружок · h3 білий пішак · f2 білий пішак · g2 білий пішак · g1 білий король | b8 чорний король · a7 чорний пішак · c7 чорний пішак · a6 чорний кружок · b6 чорний пішак · c6 чорний кружок · h3 білий пішак · f2 білий пішак · g2 білий пішак · g1 білий король | b8 чорний король · a7 чорний пішак · c7 чорний пішак · a6 чорний кружок · b6 чорний пішак · c6 чорний кружок · h3 білий пішак · f2 білий пішак · g2 білий пішак · g1 білий король | b8 чорний король · a7 чорний пішак · c7 чорний пішак · a6 чорний кружок · b6 чорний пішак · c6 чорний кружок · h3 білий пішак · f2 білий пішак · g2 білий пішак · g1 білий король | 8 |
| 7 | b8 чорний король · a7 чорний пішак · c7 чорний пішак · a6 чорний кружок · b6 чорний пішак · c6 чорний кружок · h3 білий пішак · f2 білий пішак · g2 білий пішак · g1 білий король | b8 чорний король · a7 чорний пішак · c7 чорний пішак · a6 чорний кружок · b6 чорний пішак · c6 чорний кружок · h3 білий пішак · f2 білий пішак · g2 білий пішак · g1 білий король | b8 чорний король · a7 чорний пішак · c7 чорний пішак · a6 чорний кружок · b6 чорний пішак · c6 чорний кружок · h3 білий пішак · f2 білий пішак · g2 білий пішак · g1 білий король | b8 чорний король · a7 чорний пішак · c7 чорний пішак · a6 чорний кружок · b6 чорний пішак · c6 чорний кружок · h3 білий пішак · f2 білий пішак · g2 білий пішак · g1 білий король | b8 чорний король · a7 чорний пішак · c7 чорний пішак · a6 чорний кружок · b6 чорний пішак · c6 чорний кружок · h3 білий пішак · f2 білий пішак · g2 білий пішак · g1 білий король | b8 чорний король · a7 чорний пішак · c7 чорний пішак · a6 чорний кружок · b6 чорний пішак · c6 чорний кружок · h3 білий пішак · f2 білий пішак · g2 білий пішак · g1 білий король | b8 чорний король · a7 чорний пішак · c7 чорний пішак · a6 чорний кружок · b6 чорний пішак · c6 чорний кружок · h3 білий пішак · f2 білий пішак · g2 білий пішак · g1 білий король | b8 чорний король · a7 чорний пішак · c7 чорний пішак · a6 чорний кружок · b6 чорний пішак · c6 чорний кружок · h3 білий пішак · f2 білий пішак · g2 білий пішак · g1 білий король | 7 |
| 6 | b8 чорний король · a7 чорний пішак · c7 чорний пішак · a6 чорний кружок · b6 чорний пішак · c6 чорний кружок · h3 білий пішак · f2 білий пішак · g2 білий пішак · g1 білий король | b8 чорний король · a7 чорний пішак · c7 чорний пішак · a6 чорний кружок · b6 чорний пішак · c6 чорний кружок · h3 білий пішак · f2 білий пішак · g2 білий пішак · g1 білий король | b8 чорний король · a7 чорний пішак · c7 чорний пішак · a6 чорний кружок · b6 чорний пішак · c6 чорний кружок · h3 білий пішак · f2 білий пішак · g2 білий пішак · g1 білий король | b8 чорний король · a7 чорний пішак · c7 чорний пішак · a6 чорний кружок · b6 чорний пішак · c6 чорний кружок · h3 білий пішак · f2 білий пішак · g2 білий пішак · g1 білий король | b8 чорний король · a7 чорний пішак · c7 чорний пішак · a6 чорний кружок · b6 чорний пішак · c6 чорний кружок · h3 білий пішак · f2 білий пішак · g2 білий пішак · g1 білий король | b8 чорний король · a7 чорний пішак · c7 чорний пішак · a6 чорний кружок · b6 чорний пішак · c6 чорний кружок · h3 білий пішак · f2 білий пішак · g2 білий пішак · g1 білий король | b8 чорний король · a7 чорний пішак · c7 чорний пішак · a6 чорний кружок · b6 чорний пішак · c6 чорний кружок · h3 білий пішак · f2 білий пішак · g2 білий пішак · g1 білий король | b8 чорний король · a7 чорний пішак · c7 чорний пішак · a6 чорний кружок · b6 чорний пішак · c6 чорний кружок · h3 білий пішак · f2 білий пішак · g2 білий пішак · g1 білий король | 6 |
| 5 | b8 чорний король · a7 чорний пішак · c7 чорний пішак · a6 чорний кружок · b6 чорний пішак · c6 чорний кружок · h3 білий пішак · f2 білий пішак · g2 білий пішак · g1 білий король | b8 чорний король · a7 чорний пішак · c7 чорний пішак · a6 чорний кружок · b6 чорний пішак · c6 чорний кружок · h3 білий пішак · f2 білий пішак · g2 білий пішак · g1 білий король | b8 чорний король · a7 чорний пішак · c7 чорний пішак · a6 чорний кружок · b6 чорний пішак · c6 чорний кружок · h3 білий пішак · f2 білий пішак · g2 білий пішак · g1 білий король | b8 чорний король · a7 чорний пішак · c7 чорний пішак · a6 чорний кружок · b6 чорний пішак · c6 чорний кружок · h3 білий пішак · f2 білий пішак · g2 білий пішак · g1 білий король | b8 чорний король · a7 чорний пішак · c7 чорний пішак · a6 чорний кружок · b6 чорний пішак · c6 чорний кружок · h3 білий пішак · f2 білий пішак · g2 білий пішак · g1 білий король | b8 чорний король · a7 чорний пішак · c7 чорний пішак · a6 чорний кружок · b6 чорний пішак · c6 чорний кружок · h3 білий пішак · f2 білий пішак · g2 білий пішак · g1 білий король | b8 чорний король · a7 чорний пішак · c7 чорний пішак · a6 чорний кружок · b6 чорний пішак · c6 чорний кружок · h3 білий пішак · f2 білий пішак · g2 білий пішак · g1 білий король | b8 чорний король · a7 чорний пішак · c7 чорний пішак · a6 чорний кружок · b6 чорний пішак · c6 чорний кружок · h3 білий пішак · f2 білий пішак · g2 білий пішак · g1 білий король | 5 |
| 4 | b8 чорний король · a7 чорний пішак · c7 чорний пішак · a6 чорний кружок · b6 чорний пішак · c6 чорний кружок · h3 білий пішак · f2 білий пішак · g2 білий пішак · g1 білий король | b8 чорний король · a7 чорний пішак · c7 чорний пішак · a6 чорний кружок · b6 чорний пішак · c6 чорний кружок · h3 білий пішак · f2 білий пішак · g2 білий пішак · g1 білий король | b8 чорний король · a7 чорний пішак · c7 чорний пішак · a6 чорний кружок · b6 чорний пішак · c6 чорний кружок · h3 білий пішак · f2 білий пішак · g2 білий пішак · g1 білий король | b8 чорний король · a7 чорний пішак · c7 чорний пішак · a6 чорний кружок · b6 чорний пішак · c6 чорний кружок · h3 білий пішак · f2 білий пішак · g2 білий пішак · g1 білий король | b8 чорний король · a7 чорний пішак · c7 чорний пішак · a6 чорний кружок · b6 чорний пішак · c6 чорний кружок · h3 білий пішак · f2 білий пішак · g2 білий пішак · g1 білий король | b8 чорний король · a7 чорний пішак · c7 чорний пішак · a6 чорний кружок · b6 чорний пішак · c6 чорний кружок · h3 білий пішак · f2 білий пішак · g2 білий пішак · g1 білий король | b8 чорний король · a7 чорний пішак · c7 чорний пішак · a6 чорний кружок · b6 чорний пішак · c6 чорний кружок · h3 білий пішак · f2 білий пішак · g2 білий пішак · g1 білий король | b8 чорний король · a7 чорний пішак · c7 чорний пішак · a6 чорний кружок · b6 чорний пішак · c6 чорний кружок · h3 білий пішак · f2 білий пішак · g2 білий пішак · g1 білий король | 4 |
| 3 | b8 чорний король · a7 чорний пішак · c7 чорний пішак · a6 чорний кружок · b6 чорний пішак · c6 чорний кружок · h3 білий пішак · f2 білий пішак · g2 білий пішак · g1 білий король | b8 чорний король · a7 чорний пішак · c7 чорний пішак · a6 чорний кружок · b6 чорний пішак · c6 чорний кружок · h3 білий пішак · f2 білий пішак · g2 білий пішак · g1 білий король | b8 чорний король · a7 чорний пішак · c7 чорний пішак · a6 чорний кружок · b6 чорний пішак · c6 чорний кружок · h3 білий пішак · f2 білий пішак · g2 білий пішак · g1 білий король | b8 чорний король · a7 чорний пішак · c7 чорний пішак · a6 чорний кружок · b6 чорний пішак · c6 чорний кружок · h3 білий пішак · f2 білий пішак · g2 білий пішак · g1 білий король | b8 чорний король · a7 чорний пішак · c7 чорний пішак · a6 чорний кружок · b6 чорний пішак · c6 чорний кружок · h3 білий пішак · f2 білий пішак · g2 білий пішак · g1 білий король | b8 чорний король · a7 чорний пішак · c7 чорний пішак · a6 чорний кружок · b6 чорний пішак · c6 чорний кружок · h3 білий пішак · f2 білий пішак · g2 білий пішак · g1 білий король | b8 чорний король · a7 чорний пішак · c7 чорний пішак · a6 чорний кружок · b6 чорний пішак · c6 чорний кружок · h3 білий пішак · f2 білий пішак · g2 білий пішак · g1 білий король | b8 чорний король · a7 чорний пішак · c7 чорний пішак · a6 чорний кружок · b6 чорний пішак · c6 чорний кружок · h3 білий пішак · f2 білий пішак · g2 білий пішак · g1 білий король | 3 |
| 2 | b8 чорний король · a7 чорний пішак · c7 чорний пішак · a6 чорний кружок · b6 чорний пішак · c6 чорний кружок · h3 білий пішак · f2 білий пішак · g2 білий пішак · g1 білий король | b8 чорний король · a7 чорний пішак · c7 чорний пішак · a6 чорний кружок · b6 чорний пішак · c6 чорний кружок · h3 білий пішак · f2 білий пішак · g2 білий пішак · g1 білий король | b8 чорний король · a7 чорний пішак · c7 чорний пішак · a6 чорний кружок · b6 чорний пішак · c6 чорний кружок · h3 білий пішак · f2 білий пішак · g2 білий пішак · g1 білий король | b8 чорний король · a7 чорний пішак · c7 чорний пішак · a6 чорний кружок · b6 чорний пішак · c6 чорний кружок · h3 білий пішак · f2 білий пішак · g2 білий пішак · g1 білий король | b8 чорний король · a7 чорний пішак · c7 чорний пішак · a6 чорний кружок · b6 чорний пішак · c6 чорний кружок · h3 білий пішак · f2 білий пішак · g2 білий пішак · g1 білий король | b8 чорний король · a7 чорний пішак · c7 чорний пішак · a6 чорний кружок · b6 чорний пішак · c6 чорний кружок · h3 білий пішак · f2 білий пішак · g2 білий пішак · g1 білий король | b8 чорний король · a7 чорний пішак · c7 чорний пішак · a6 чорний кружок · b6 чорний пішак · c6 чорний кружок · h3 білий пішак · f2 білий пішак · g2 білий пішак · g1 білий король | b8 чорний король · a7 чорний пішак · c7 чорний пішак · a6 чорний кружок · b6 чорний пішак · c6 чорний кружок · h3 білий пішак · f2 білий пішак · g2 білий пішак · g1 білий король | 2 |
| 1 | b8 чорний король · a7 чорний пішак · c7 чорний пішак · a6 чорний кружок · b6 чорний пішак · c6 чорний кружок · h3 білий пішак · f2 білий пішак · g2 білий пішак · g1 білий король | b8 чорний король · a7 чорний пішак · c7 чорний пішак · a6 чорний кружок · b6 чорний пішак · c6 чорний кружок · h3 білий пішак · f2 білий пішак · g2 білий пішак · g1 білий король | b8 чорний король · a7 чорний пішак · c7 чорний пішак · a6 чорний кружок · b6 чорний пішак · c6 чорний кружок · h3 білий пішак · f2 білий пішак · g2 білий пішак · g1 білий король | b8 чорний король · a7 чорний пішак · c7 чорний пішак · a6 чорний кружок · b6 чорний пішак · c6 чорний кружок · h3 білий пішак · f2 білий пішак · g2 білий пішак · g1 білий король | b8 чорний король · a7 чорний пішак · c7 чорний пішак · a6 чорний кружок · b6 чорний пішак · c6 чорний кружок · h3 білий пішак · f2 білий пішак · g2 білий пішак · g1 білий король | b8 чорний король · a7 чорний пішак · c7 чорний пішак · a6 чорний кружок · b6 чорний пішак · c6 чорний кружок · h3 білий пішак · f2 білий пішак · g2 білий пішак · g1 білий король | b8 чорний король · a7 чорний пішак · c7 чорний пішак · a6 чорний кружок · b6 чорний пішак · c6 чорний кружок · h3 білий пішак · f2 білий пішак · g2 білий пішак · g1 білий король | b8 чорний король · a7 чорний пішак · c7 чорний пішак · a6 чорний кружок · b6 чорний пішак · c6 чорний кружок · h3 білий пішак · f2 білий пішак · g2 білий пішак · g1 білий король | 1 |
|   | a | b | c | d | e | f | g | h |   |

Зазвичай краще зрушити пішака h (або ж a, якщо король зробив рокіровку на ферзевий фланг), оскільки зрушення пішака f (у цьому випадку не рятує від мату) може послабити позицію короля, а зрушення пішака g створює дірки на f3 і h3 (або f6 і h6 для чорних на королівському фланзі). На нижній діаграмі чорні мають слабку кватирку через наявність дірок на a6 і c6; білі мають сильну кватирку, без дірок .
Поле кватирки для короля можна «закоркувати», якщо поставити його під удар фігури або пішака протилежного кольору (король не може ходити під шах). У цьому разі знову виникає загроза мату по останній горизонталі.